# Skads
Skads er en landsby i Sydvestjylland med 419 indbyggere  (2024). Skads er beliggende i Skads Sogn ved Esbjergmotorvejen to kilometer nordøst for Andrup og ni kilometer øst for Esbjerg. Byen tilhører Esbjerg Kommune og er beliggende i Region Syddanmark.
Skads Kirke ligger i byen.